# Nationaal marien park Fernando de Noronha
Het Nationaal marien park Fernando de Noronha is een natuurreservaat in Noordoost-Brazilië. Het natuurreservaat is een uitgestrekt zeegebied dat voor de kust van het Braziliaanse eiland Fernando de Noronha ligt. Het zeegebied werd in januari 1988 door de toenmalige president José Sarney tot een officieel beschermde zone verklaard en omvat een koraalgebied. Het is 200 tot 1000 meter diep en beslaat in totaal 112.70 vierkante kilometer. De zeeflora omvat waterplanten als algen. Tot de fauna behoren onder andere koralen, dolfijnen en zeeschildpadden, waaronder de echte karetschildpad. Sinds haar verkrijging van de beschermde status staat het zeereservaat onder beheer van het ICMBio.
Abrolhos · 
Amazônia · 
Aparados da Serra · 
Araguaia · 
Araucárias · 
Boa Nova · 
Brasília · 
Cabo Orange · 
Campos Amazônicos · 
Campos Gerais · 
Caparaó · 
Catimbau · 
Cavernas do Peruaçu · 
Chapada das Mesas · 
Chapada Diamantina · 
Chapada dos Guimarães · 
Chapada dos Veadeiros · 
Descobrimento · 
Emas · 
Fernando de Noronha · 
Grande Sertão Veredas · 
Iguaçu · 
Ilha Grande · 
Itatiaia · 
Jamanxim · 
Jaú · 
Jericoacoara · 
Juruena · 
Lagoa do Peixe · 
Lençóis Maranhenses · 
Montanhas do Tumucumaque · 
Monte Pascoal · 
Monte Roraima · 
Nascentes do Rio Parnaíba · 
Pacaás Novos · 
Pantanal Matogrossense · 
Pau Brasil · 
Pico da Neblina · 
Pontões Capixabas · 
Restinga de Jurubatiba · 
Rio Novo · 
Saint-Hilaire/Lange · 
São Joaquim · 
Sempre Vivas · 
Serra da Bocaina · 
Serra da Bodoquena · 
Serra da Canastra · 
Serra da Capivara · 
Serra da Cutia · 
Serra da Mocidade · 
Serra das Confusões · 
Serra de Itabaiana · 
Serra do Cipó · 
Serra do Divisor · 
Serra do Itajaí · 
Serra do Pardo · 
Serra dos Órgãos · 
Serra Geral · 
Sete Cidades · 
Superagüi · 
Tijuca · 
Ubajara · 
Viruá